# 越南安息香
越南安息香为安息香科安息香属下的一个种。种加名 tonkinensis 意为越南“东京的”。